# Kommunalval i Finland
Kommunalval i Finland, det vill säga val till kommunfullmäktige, hålls vart fjärde år, med eventuella fyllnadsval för enskilda kommuner däremellan. Från 2025 framåt hålls kommunvalet samtidigt med välfärdsområdesvalet. Alla som fyllt 18 år har rösträtt i sin hemkommun, för personer som inte är medborgare i ett nordiskt land eller i EU krävs dessutom att personen haft hemort i Finland i drygt två år innan valet.
Valbar är den som är röstberättigad och inte är omyndig, med vissa begränsningar. Till kommunfullmäktige kan inte väljas personer i ledande ställning anställda hos kommunen eller relaterade sammanslutningar, inte heller statstjänstemän med tillsynsuppgifter vad gäller kommunen.